# Atelopus amazonský
Atelopus amazonský (Atelopus spumarius) je obojživelník z řádu žáby a čeledi ropuchovití. Jeho potravou jsou nejrůznější bezobratlí živočichové. Dožívají se okolo 3–4 let.

## Výskyt
Vyskytuje se na severu Jižní Ameriky v oblasti Ekvádoru, Peru a Brazílie v oblastech u vody. Žijí v opadance a ukrývají se pod kládami.

## Popis
Samice dosahují délky okolo 2,5–4 cm, samci jsou menší, měří necelé 3 cm. Zbarvení na hřbetě a na bocích je jedinečné pro každou žábu, takže je možné podle ní určovat jedince. Spodní strana je bělavá. Běžné zbarvení této žáby slouží jako maskování. Kromě toho však atelopové dovedou zastrašit predátora tak, že nahrbí hřbet ve výhružném postoji a ukážou zářivé oranžové skvrny na spodní straně nohou. Má krátké prsty se zakulacenými konci.

## Rozmnožování
Samci používají silné přední nohy k uchopení samice, které se drží i několik dní, než začne klást vajíčka. Tyto malé žáby žijí v teplých a vlhkých oblastech, a proto se rozmnožují kdykoliv během roku. Pulci atelopů se vyvíjejí v poměrně rychle proudící vodě, a proto mají vedle ústního otvoru velkou přísavka, která brání tomu, aby je nestrhl proud.